# Vantagem competitiva
Vantagem competitiva  pode ser entendida como uma vantagem que uma empresa tem em relação aos seus concorrentes e descreve atributos que permitem uma organização superar os mesmos. Esses atributos podem incluir o acesso aos recursos naturais, como minérios de alto grau ou energia barata, pessoal altamente qualificado, localização geográfica, altas barreiras de entrada, etc. As novas tecnologias, como a robótica e tecnologia da informação, também podem fornecer vantagem competitiva, seja como parte do produto em si, como uma vantagem para a fabricação do produto, ou como uma ajuda competitiva no processo de negócios (por exemplo, uma melhor identificação e compreensão dos clientes) e a economia do país. Existem diferentes correntes teóricas que explicam a vantagem competitiva.

De modo mais técnico pode-se dizer que a vantagem competitiva é a ocorrência de níveis de performance econômica acima da média de mercado em função das estratégias adotadas pelas firmas.

## Visão Geral
Vantagem competitiva é uma característica que uma empresa pode ter sobre seus concorrentes. Isto pode ser adquirido oferecendo aos clientes um valor melhor e maior. Publicidade de produtos ou serviços com preços mais baixos ou consumidores de maior qualidade. Os mercados-alvo reconhecem esses produtos ou serviços exclusivos. Esta é a razão por trás da lealdade à marca, ou porque os clientes preferem um determinado produto ou serviço em detrimento de outro.
Proposição de valor é importante quando se compreende vantagem competitiva. Se a proposição de valor é afetiva pode produzir uma vantagem competitiva no produto ou serviço. A proposta de valor pode aumentar as expectativas e escolhas dos clientes.
Michael Porter definiu os dois tipos de vantagem competitiva que uma organização pode alcançar em relação a seus rivais: menor custo ou diferenciação. Esta vantagem deriva de atributo(s) que permitem a uma organização superar a sua concorrência, tais como posição superior no mercado, habilidades ou recursos. 
A vantagem competitiva procura abordar algumas das críticas à vantagem competitiva. Porter propôs a teoria em 1985. enfatizando o crescimento da produtividade como o foco das estratégias nacionais. A vantagem competitiva assenta na noção de que a mão-de-obra barata é ubíqua e os recursos naturais não são necessários para uma boa economia. A outra teoria, a vantagem comparativa, pode levar os países a se especializarem na exportação de bens primários e matérias-primas que atrapalham os países em economias de baixos salários devido aos termos de troca. 
O termo vantagem competitiva refere-se à capacidade adquirida através de atributos e recursos para se comportar em um nível mais elevado do que outros na mesma indústria ou mercado.    O estudo dessa vantagem tem atraído um profundo interesse em pesquisa devido a questões contemporâneas quanto a níveis de desempenho superiores das empresas nas atuais condições competitivas de mercado. 
As estratégias implementadas com êxito elevarão a empresa a um desempenho superior, facilitando a empresa com vantagem competitiva a superar os atuais ou potenciais jogadores. Para obter vantagem competitiva, uma estratégia de negócios de uma empresa manipula os vários recursos sobre os quais tem controle direto e esses recursos têm a capacidade de gerar vantagem competitiva. Resultados superiores de desempenho e superioridade nos recursos de produção refletem vantagem competitiva. Resultados superiores de desempenho e superioridade nos recursos de produção refletem vantagem competitiva.
Os escritos acima significam vantagem competitiva como a capacidade de permanecer à frente da concorrência presente ou potencial. Além disso, fornece a compreensão de que os recursos detidos por uma empresa e a estratégia de negócios terá um profundo impacto sobre a geração de vantagem competitiva. Powell considera a estratégia de negócios como a ferramenta que manipula os recursos e cria vantagem competitiva, portanto, a estratégia comercial viável pode não ser adequada a menos que ela possua controle sobre recursos únicos que tenham a capacidade de criar tal Única vantagem.

## Estratégias competitivas e genéricas
Michael Porter formado na Universidade de Harvard criou um livro em 1985 identificou três estratégias que podem ser usadas para enfrentar a competição. Esta obra foi nomeada como sendo o nono livro de gestão mais influente do século 20. Essas abordagens podem ser aplicadas em todos os negócios sendo este um bem ou serviço. Ele chamou essas abordagens de Estratégias Genéricas. Eles incluem liderança de custo e diferenciação e foco. Essas estratégias tem sido criadas para melhorar e ganhar vantagem competitiva sobre os concorrentes.  Essas estratégias também podem ser reconhecidas como vantagem comparativa e vantagem diferencial.

### Estratégia de liderança de custo
Liderança de custo é um negócio que é capaz de produzir um produto ou serviço que terá custos menores do que os concorrentes. Se a empresa é capaz de produzir o mesmo produto de qualidade mas o vende por menos, isso lhe dá uma vantagem competitiva sobre outras empresas. Portanto, isso fornece um valor de preço para os consumidores. Custos mais baixos resultarão em lucros mais elevados enquanto os negócios estão fazendo ainda um produto razoável em cada bem ou serviço vendido. Se as empresas não estão tendo um grande lucro suficiente, Porter recomenda encontrar uma base de baixo custo, como trabalho, materiais e instalações. Isso dá a empresa um menor custo de fabricação sobre as outras concorrentes. A empresa pode agregar valor ao cliente transferindo para eles o custo benefício. 

### Estratégia diferencial
Uma vantagem diferencial é quando os produtos ou serviços de uma empresa são diferentes/melhores de concorrentes semelhantes. De acordo com a estratégia de 1985 de Michael Porter, é recomendada que esses bens ou serviços sejam atraentes e se destaquem, pelo seu diferencial, em relação ao dos outros concorrentes. A lógica da estratégia de diferenciação exige que a empresa escolha ou desenvolva atributos em que sobressaiam-se sobre seus concorrentes do mercado em que atua. A empresa que obter e sustentar uma diferenciação será um competidor acima da media em sua industria, se conseguir que seu preço-prêmio for superior aos custos extras a que fica sujeita por ser única e diferenciada.
O negócio precisará de pesquisas intensas, desenvolvimento e design de pensamento para criar novas ideias. Essas melhorias para os bens ou serviços podem incluir uma entrega de alta qualidade para os clientes. Se os clientes veem esse produto ou serviço diferentemente de outros produtos, os consumidores estão dispostos a pagar mais para receber esses benefícios.

### Estratégia de foco
A estratégia de foco baseia-se na escolha de um ambiente competitivo estreito dentro da industria, onde a empresa visa um mercado-alvo e direciona seu enfoque nele. As empresas que usam esse método geralmente se concentram nas necessidades dos clientes e como os produtos ou serviços podem melhorar a experiencia do cliente com a empresa, lhe entregando benefícios e satisfação, através de seus produtos/serviços. O enfocador selecionará um segmento ou um grupo de segmentos no mercado em que atua, e deve adaptar sua estratégia para atender este segmento de clientes, que é o foco da empresa. Com isso, algumas empresas podem deixar os consumidores terem entrada em seus produtos ou serviços, através de pesquisas de comportamento do consumidor, pesquisas de satisfação, dentre outras formas.
Esse método também pode ser chamado de Estratégia de Segmentação, o qual inclui segmentações geográficas, demográfica, de comportamento e físicas. Ao estreitar o mercado para segmentações menores, as empresas são capazes de satisfazer essas necessidades do consumidor. Porter acredita que as empresas devem escolher quais os grupos que irão atingir o seu essencial para então decidir se eles vão se utilizar de uma abordagem de liderança de custo ou uma abordagem de diferenciação. Porter menciona que é importante não utilizar todas as três estratégias genéricas, porque há uma chance alta de empresas saírem realizando nenhuma estratégia em vez de alcançar o sucesso. Isso pode ser chamado de “preso no meio” e o negócio não estará apto a alcançar uma vantagem competitiva. 
Quando um negócio consegue encontrar um equilíbrio entre preço e qualidade geralmente alcança um produto ou serviço bem-sucedido. Um produto ou serviço deve oferecer valor através do preço ou qualidade para garantir que o negócio seja bem sucedido no mercado. Para obter sucesso, não é suficiente ser “tão bom quanto” outro negócio. Este vem para firmas que podem entregar um produto ou serviço de uma forma que seja mais significativa e diferente para os clientes com base em suas necessidades e desejos. Decidir sobre o preço adequado e qualidade dependerão ao longo da imagem da marca do negócio e o que eles esperam alcançar em relação à sua competição.

## Teorias de Vantagens Competitivas
Algumas correntes explicativas já foram vinculadas à explicação da vantagem competitiva. Dentre elas há uma divisão entre as teorias que explicam a vantagem competitiva explicada por fatores externos (mercados, estruturas da indústria) e a vantagem competitiva explicada por fatores internos e específicos às organizações.
Em relação à correntes relacionadas aos fatores externos exitem duas correntes explicativas: Análise Estrutural da indústria (modelo SCP e 5 forças de Michael Porter) e Processos de Mercado (Escola Austríaca). Já quanto à corrente de fatores internos há a teoria de Recursos e Competências (RBV) e a de Capacidades Dinâmicas (teoria de capacidades dinâmicas)

### Análise Estrutural da Indústria
Essa corrente explicativa diz respeito a realizar uma análise externa à organização. As razões pelas quais as empresas devem realizar essa análise é para a identificação de ameaças e oportunidades; verificação se é possível obterem um lucro acima do normal do setor; entender melhor a concorrência em um setor, e fazer escolhas estratégicas mais bem informadas.

#### Modelo Estrutura-conduta-desempenho (SCP)
O modelo Estrutura-Conduta-Desempenho é um instrumento oriundo da Organização Industrial. Seu objetivo é estudar as variáveis que podem influenciar o desempenho econômico, permitindo a construção de teorias que detalhem a ligação entre essas variáveis e o desempenho da indústria. Pode ser entendido, também, como um paradigma que fornece um esquema para análise de mercados. O modelo permite a sistematização e articulação dos diversos aspectos relevantes para análise da indústria e do seu eventual poder de mercado.
1. Estrutura: remete às características da empresa que parecem influenciar estrategicamente a competição e os preços dentro de determinado mercado, ou seja, a estrutura refere-se à forma como as empresas que integram uma indústria se organizam entre si.[15] Exemplo: número de empresas no setor, custo de entrada e custo de saída.
2. Conduta: está relacionada às ações das empresas para operar no mercado, podendo ser tratada como a estratégia competitiva adotada pela organização. Trata-se do processo de escolha entre diferentes alternativas de decisão quanto a variáveis que estão sob controle da empresa.[15]
3. Desempenho: é um resultado da conduta das firmas, influenciado pela estrutura de mercado, políticas públicas e condições básicas de oferta e demanda. Trata-se de uma variável  avaliada apenas após ter acontecido.[15] Exemplo: paridade, vantagem competitiva temporária, vantagem competitiva sustentável, etc.

#### Modelo das 5 Forças de Michael Porter

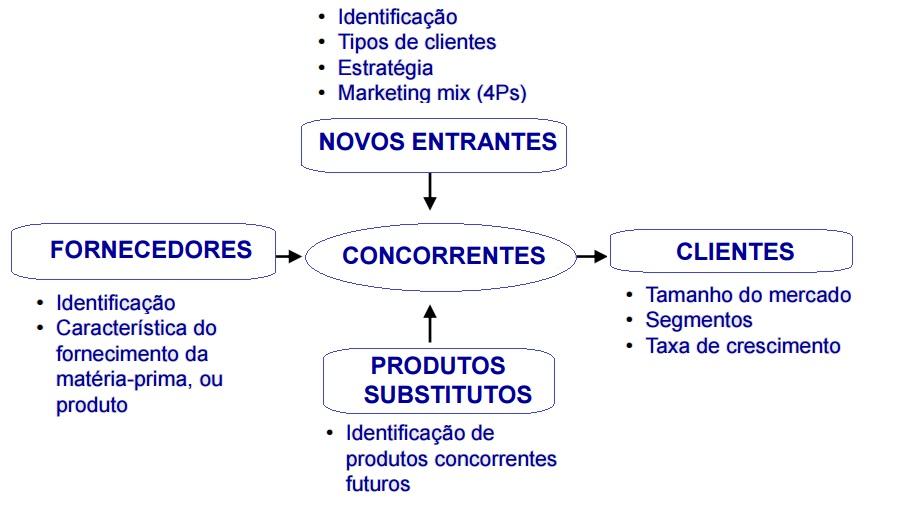
Cinco Forças Competitivas de Porter

Para que se possa desenvolve vantagem competitiva, é preciso enfrentar algumas forças, que de acordo com Porter, são elas:
1. Ameaça de novos entrantes
Entrantes trazem nova capacidade, seja financeira ou produtiva, desejo de ganhar parcela de mercado e recursos substanciais. Os preços podem cair e o custo aumentar, diluindo a rentabilidade dos outros concorrentes.
2. Poder de negociação dos fornecedores   Dependendo da indústria, fornecedores tem mais ou menos poder. Tudo depende da oferta e da demanda. Quando fornecedores são poderosos, eles sugam a rentabilidade, inflacionando os preços. Por total dependência, a empresa fica refém dos desejos dos fornecedores.  
3. Ameaça de produtos substitutos   Todas empresas em uma indústria estão competindo com indústrias que fabricam produtos substitutos. Os substitutos reduzem os retornos em um setor, estabelecendo um teto nos preços e lucros.  
4. Poder de negociação dos compradores   Quando o comprador é poderoso ele pode forçar os fornecedores a trabalhar mediante a suas regras, otimizando seus negócios e aumentando sua rentabilidade. Um comprador forte que tem uma rede de fornecedores com grande dependência e pouco poder de barganha, acaba sendo submetido ao jogo do comprador.  
5. Rivalidade entre os concorrentes   Se traduz em disputa por posição, isso é feito através de táticas como concorrência de preços, batalhas de publicidade, novos produtos, aumento de serviços ou garantias

#### Processos de Mercado (Escola Austríaca)
Há estudiosos que defendem que em um mundo competitivo que muda rápido, nenhuma destas vantagens pode ser mantida a longo prazo. Eles alegam que a única vantagem competitiva sustentável é construir uma empresa que esteja tão alerta e ágil que sempre irá encontrar uma vantagem, não importa que mudanças ocorram.
Na teoria neoclássica, os mercados devem atingir o ponto de equilíbrio onde existe a eficiência dos mercados, equalização das rendas das empresas e baixas margens de lucro. Para a teoria neoclássica, inovações e diferenciais de mercado são eventos pontuais e anômalos. Além disso, do ponto de vista desta escola, as firmas obtêm lucros por meio da descoberta de oportunidades e da mobilização pioneira de recursos operada pelos empreendedores. Estes últimos, motivados pela perspectiva de lucros acima da média, procuram sempre inovar, gerando novos arranjos econômicos e, consequentemente, causando o desequilíbrio do mercado.

### Análise dos fatores internos
Uma análise interna das organizações torna-se necessária para identificar seus pontos fortes e fracos e como eles se comparam com os da concorrência. A determinação de recursos e capacidades são fontes prováveis de vantagem competitiva e explorá-los (RBV)

#### Recursos e Competências (RBV)
"RBV" vem do inglês "resources based view" ou seja, "visão baseada em recursos". Recursos podem ser ativos tangíveis e intangíveis de uma empresa. Já suas competências ou capacidades podem ser entendidas como um conjunto de recursos que habilitam a empresa tirar proveito de outros recursos. Alguns tipos de recursos são: financeiros: caixa, lucro retido...; físico: matéria-prima, equipamentos...; humano: conhecimentos e habilidades; organizacional: estruturas, equipes, cultura.
Existe uma ferramenta capaz de identificar se um recurso consiste em não em uma vantagem competitiva para a empresa que é denominada "VRIO":
V- valioso
R- raro
I - difícil de imitar
O- intransferível
Se o recurso se encaixar em todos essas características, a empresa representa vantagem competitiva através deste recurso que é valioso, raro, difícil de ser imitado pelos concorrentes e intransferível.

#### Capacidades Dinâmicas (teoria de capacidades dinâmicas)
"Capacidades" envolve a capacidade da empresa de adaptar, integrar e reconfigurar seus recursos para atender os requisitos de um ambiente turbulento, por exemplo, um ambiente que é difícil prever as ações dos concorrentes. Já "dinâmicas" envolve a habilidade das empresas de renovar suas competências a fim de responder rapidamente às mudanças do ambiente.
A competitividade das empresas reside nas suas posições, caminhos e processos.
1. Processos: maneira como as coisas são feitas na organização como rotinas, formas de aprendizado.
2. Posições: estados atuais de sua tecnologia, propriedade intelectual, base de clientes, relacionamento com fornecedores...
3. Caminhos: opções estratégicas que uma empresa possui a fim de obter vantagem competitiva.

Um processo relacionado à uma capacidade dinâmica apresenta 3 funções:  Coordenação/integração: coordenar os recursos físicos e competências internas e externas; Aprendizagem: melhorar e tornar mais rápida a execução de atividades por meio da experimentação e repetição. A aprendizagem é uma atividade coletiva e social, implica na incorporação de novos conceitos nas rotinas e maneira de pensar da organização; Recombinação: monitorar constantemente o ambiente e manter a flexibilidade para mudar.